# Yves Chataigneau
Yves Chataigneau, né à Vouillé (Vienne) le 22 septembre 1891 et mort à Paris le 4 mars 1969, est un diplomate français, grand officier de la Légion d'honneur et titulaire de la Distinguished Service Cross.
Officier au cours de la Première Guerre mondiale, il s'illustre comme combattant, cité sept fois, et travaille étroitement avec l'armée américaine, notamment comme instructeur. Agrégé d'histoire et de géographie et licencié en droit, il entre en 1924 au ministère des Affaires étrangères, où il devient, en 1939, ministre plénipotentiaire et directeur des archives diplomatiques. Il représente la France en Afghanistan à partir de 1940, mais démissionne en 1942 pour rallier la France libre et en devient le délégué général au Levant de 1943 à 1944. Il est ensuite nommé par le général de Gaulle gouverneur général d'Algérie de septembre 1944 à février 1948 puis  devient ambassadeur de France à Moscou de 1948 à 1952. Il est élu membre de l'Académie des sciences morales et politiques en 1967.

## Biographie

### Famille
Il est le fils d'Alexandre Chataigneau, instituteur, et de Marie Bourdon. Il se marie avec Madeleine Hermance Louise Boisnier (1896-1983), fille de Georges Boisnier ingénieur en chef des Ponts et Chaussées.
Son fils Jacques, Armand né le 11 mai 1920 à Rennes (Ille-et-Vilaine), mort en action le 24 juin 1944 à Montsauche, aujourd’hui Montsauche-les-Settons (Nièvre) ; médecin ; résistant des Forces françaises combattantes (FFC). Il entra dans la Résistance comme combattant du maquis Bernard et membre du corps franc Turma-Vengeance.

### Première Guerre mondiale
Lors de  la Première Guerre mondiale, il s'illustre comme lieutenant au 409e régiment d'infanterie. Il est blessé deux fois (en mars 1916 et en juin 1918)  et cité sept fois. En 1919, il est décoré de la prestigieuse Distinguished Service Cross américaine pour « son héroïsme extraordinaire au combat alors qu’il servait au sein du 409e régiment d’infanterie coloniale de l’armée française, près de Verdun, du 1er au 11 octobre 1918 ». En juin 1920, il est fait chevalier de la Légion d'Honneur à titre militaire notamment pour avoir rendu « de grands services comme instructeur dans l'armée américaine ». 

### Entre-deux-guerres
Agrégé d'histoire et géographie en 1919 il fait sa carrière dans la diplomatie et entre en 1924 au ministère des Affaires étrangères.
En 1937, il est secrétaire général de la présidence du conseil et devient, en 1939, ministre plénipotentiaire et directeur des archives diplomatiques. 

### Délégué général de la France libre au Levant (1943-1944)
A partir de 1940, il représente la France en Afghanistan, mais démissionne en 1942 pour rallier la France libre.
Il devient délégué général de la France libre au Levant de 1943 à 1944.

### Gouverneur général d'Algérie (1944-1948)
Il est ensuite nommé gouverneur général d'Algérie par le général de Gaulle, du 8 septembre 1944 au 11 février 1948. Il est promu commandeur de la Légion d'honneur le 6 mars 1946.
Dans les Mémoires de Guerre du général de Gaulle, le gouverneur Chataigneau est désigné comme l'homme de la répression des émeutes de Sétif, or, il n'était pas en Algérie au moment des faits. Il était apprécié des Algériens qui l'avaient surnommé Mohammed. Selon Jean Lacouture, il a dû porter la responsabilité d'une répression décidée par ses subordonnés dans un tout autre esprit que le sien.

### Ambassadeur à Moscou (1948-1952)
Il est élevé à la dignité de grand officier de la Légion d'honneur le 21 février 1948.
Il est  ambassadeur de France à Moscou de 1948 à 1952, conseiller diplomatique auprès du gouvernement de 1949 à 1954.

### Dernières années
Il est élu membre de l'Académie des sciences morales et politiques en 1967.

## Distinctions
- Grand officier de la Légion d'honneur (24 avril 1948)
- Croix de guerre 1914–1918 (7 citations)
- Distinguished Service Cross (États-Unis)